# Christopher Bram
Christopher Bram (Buffalo, 1952) é um escritor estadunidense. Premiado com Lambda Literary Award, Bill Whitehead Award e Randy Shilts Award, seu romance Father of Frankenstein foi adaptado no filme Gods and Monsters.

### Romances
- Surprising Myself (1987)
- Hold Tight (1988)
- In Memory of Angel Clare (1989)
- Almost History (1992)
- Father of Frankenstein (1995)
- Gossip (1997)
- The Notorious Dr. August: His Real Life and Crimes (2000)
- Lives of the Circus Animals (2003)
- Exiles in America (2006)[2][3]

### Não-ficção
- Mapping the Territory (2009)
- Eminent Outlaws: The Gay Writers Who Changed America (2012)
- The Art of History: Unlocking the Past in Fiction and Nonfiction (2016)

### Ensaios
- "Perry Street, West Greenwich Village" in Hometowns: Gay Men Write About Where They Belong edited by John Preston, 1990
- "Slow Learners" in Boys Like Us: Gay Writers Tell Their Coming Out Stories edited by Patrick Merla, 1996
- "A Queer Monster: Henry James and the Sex Question" in James White Review, 2003
- "Delicate Monsters" in I Do, I Don't: Queers on Marriage edited by Greg Wharton and Ian Phillips, 2004
- "Homage to Mr. Jimmy" in Gods and Monsters (new edition of Father of Frankenstein), 2005